# مدرسه یاقوتیه
مدرسه یاقوتیه یک مدرسهٔ تاریخی متعلق به قرن ۱۴ در ارزروم، ترکیه است. این مدرسه در ۱۳۱۰ به دستور یک فرماندار محلی به نام خواجه یاقوت از ایلخانان ساخته شده است که نام بنا نیز از او گرفته شده‌است.

## ساختمان

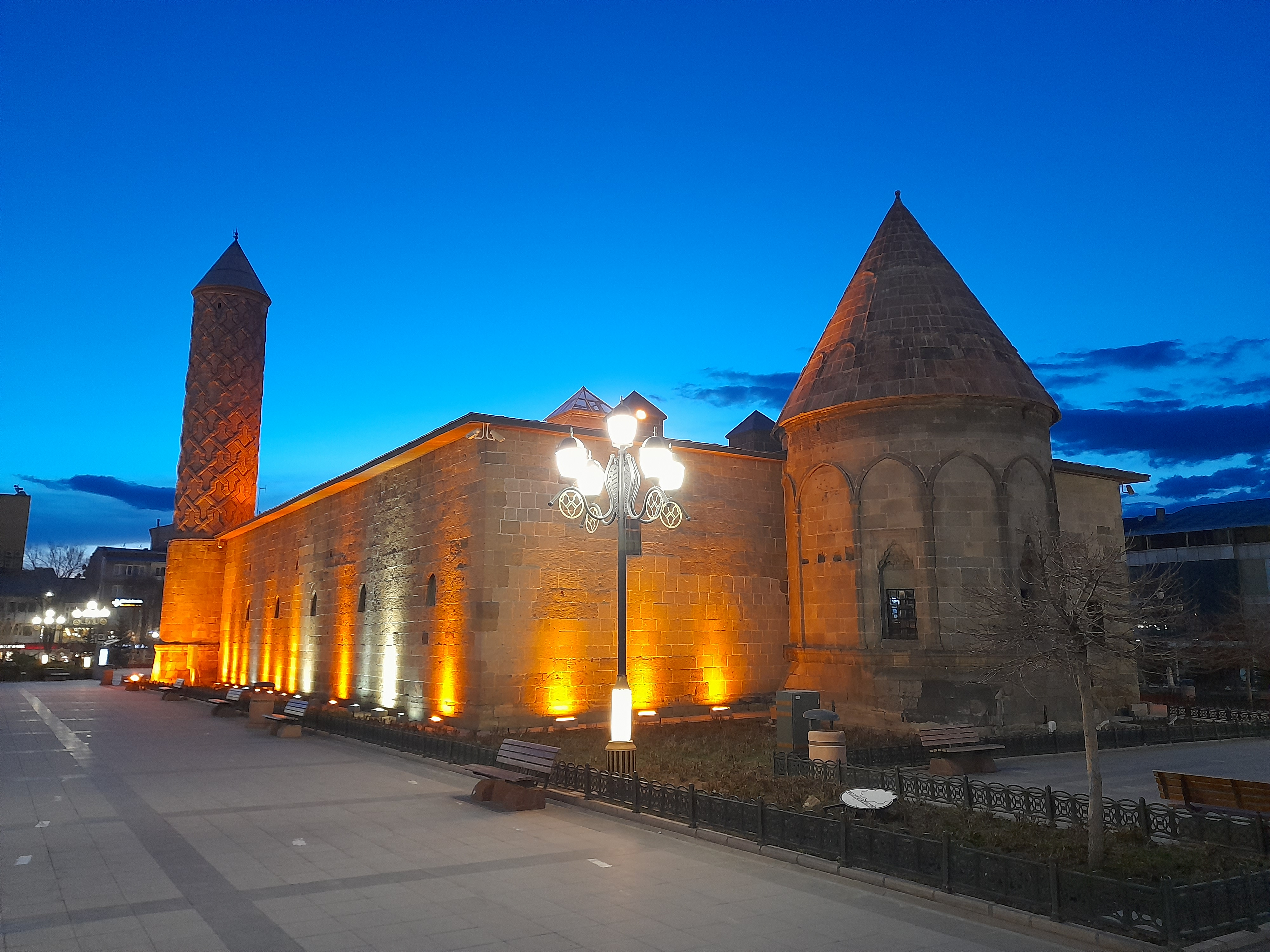
نمای شرقی مدرسه‌ی یاقوتیه هنگام غروب آفتاب

ساختمان مستطیل شکل که از یک حیاط مرکزیِ احاطه شده توسط اتاق طلاب تشکیل شده‌است. بنا دارای یک ورودی شاخص تزئین شده با سنگ‌های حجاری شده و یک مناره با تزئینات هندسی است. در مجاورت آن یک گنبد هم وجود دارد.
امروزه ساختمان به عنوان یک موزه اختصاص داده شده به قومیت و هنر ترکیه ای و اسلامی استفاده می‌شود.